# Logården (naturreservat)
Logården är ett naturreservat i anslutning till sjön Östen i Mariestads kommun.
Det bildades 1979 och omfattar 89 hektar. Området sluttar ner mot fågelsjön Östens strandängar. Här finns även informationscentrum för hela området Östen. Det ingår också i EU:s ekologiska nätverk av skyddade områden, Natura 2000.